# Bahía de Panag
La  Bahía de Panag (Panag Bay) es un brazo del mar situado  en el este de Filipinas entre la costa  de la provincia de Surigao del Norte y las islas adyacentes situadas al nordeste. Se abre al canal de Gutuán entre las islas de Lamagón y de Lapinig hasta alcanzar la costa de Mindanao.

## Geografía
A esta bahía se enfrentan las ya mencionadas islas de Lamagón y de Lapinig, además de las siguientes: Maanoc, Panag, Condoha y Cobetón.
Esta  bahía baña los siguientes municipios de la provincia de Surigao del Norte, de este a oeste: Ciudad de Surigao, barrio de Nabago;  y Taganaán, barrios de Himamaug y de Opong.